# José Joaquín Beltrán
José Joaquín Valentín Beltrán (Huesca, 15 de febrero de 1736 - Toledo, 3 de junio de 1802) fue un organista y compositor español.

## Biografía
Beltrán nació en Huesca, aunque hay autores que lo hacen de Zaragoza, y comenzó su carrera de organista en la parroquia de El Portillo de Zaragoza, donde está documentado en 1755 y posteriormente fue nombrado organista de la Colegiata del Santo Sepulcro de Calatayud.
El 9 de septiembre de 1764, se le nombró organista primero de la Catedral de El Burgo de Osma, con las responsabilidades «[...] de tocar y afinar el órgano, enseñar música a los ministros de la iglesia que lo deseasen, dar lecciones a los infantejos y substituir al maestro de capilla, siempre que fuere necesario».
El 24 de mayo de 1765, tras una selección en la que se impuso entre siete candidatos, fue nombrado primer organista de la Catedral Primada de Toledo, donde reemplazó a Joaquín Martínez de Oxinagas tras la renuncia de éste.

## Obra
De Beltrán sólo se conservan una sonata y tres llenos, que aúnan el estilo de Scarlatti con los tradicionales españoles de los tientos.